# Tasovice (Blanskói járás)
Tasovice település Csehországban, a Blanskói járásban. Tasovice Kunštát, Rozseč nad Kunštátem, Černovice, Louka és Hodonín településekkel határos. Lakosainak száma 76 fő (2024. január 1.).

## Népesség
A település lakosságának változását az alábbi diagram mutatja:
| Lakosok száma | 333  | 307  | 312  | 167  | 111  | 75   | 72   | 72   | 68   | 76   |
|               | 1869 | 1890 | 1921 | 1950 | 1980 | 2001 | 2017 | 2019 | 2022 | 2024 |